# 馬乗り攻撃

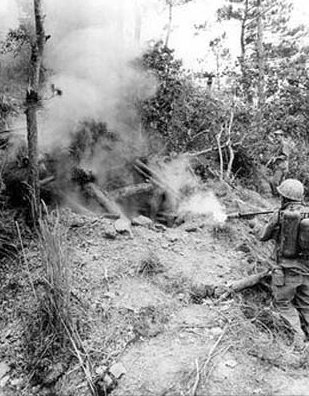
ガマに火炎放射をする米兵

馬乗り攻撃（うまのりこうげき、英: overhead attack, flame-top attack）は、太平洋戦争末期、特に沖縄戦においてアメリカ軍が自然洞窟（ガマ）や、防空壕などに対して用いた攻撃方法の一種である。

## 概要
具体的な戦術としては、地上から敵壕の位置を特定した上で、その真上にあたる丘陵地などからボーリング（試掘）をおこなって垂直に壕に至る穴を開け、その開口部からガソリンや火炎放射器の燃料などの可燃物を注入し、点火することで壕内の人間を含む生物を焼殺または窒息死させるものである。
沖縄戦では、戦闘を避けるために洞窟や壕に避難していた住民や避難民などの非戦闘員もが、兵士とともに、あるいは単独でこれらの攻撃に巻き込まれて命を落とす例が多発した。
ベトナム戦争においても同様の攻撃方法が見られた。

## 戦術的特徴

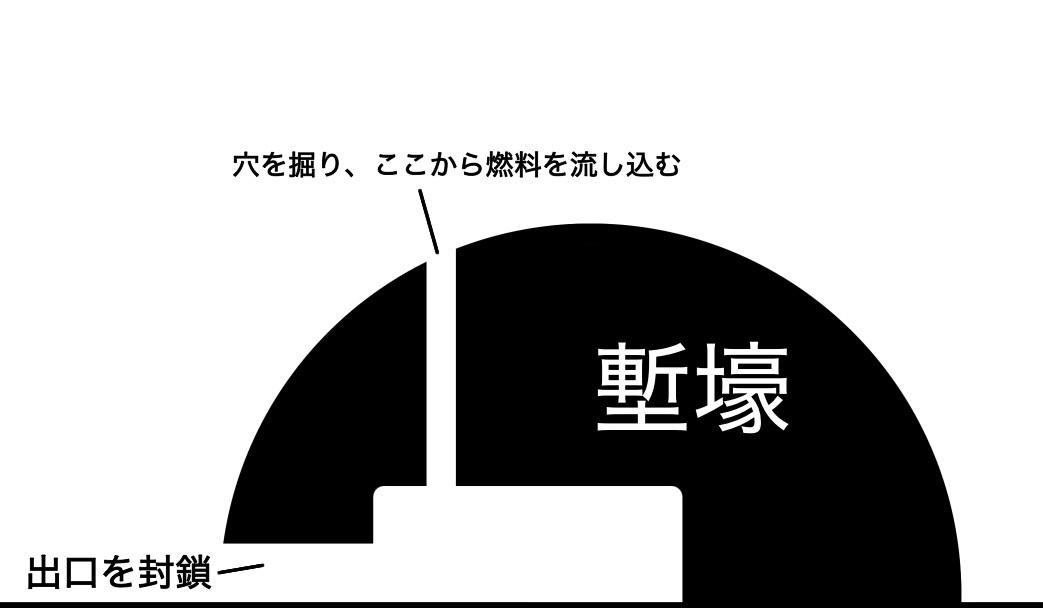
馬乗り攻撃の図

馬乗り攻撃が特に有効であったのは、壕の構造に脆弱性がある場合であった。
たとえば本部半島の渡辺山に存在した退避壕は、各壕の出入口が一箇所に限られ、内部で他の壕と連結されておらず、敵側に面した斜面に銃眼も備えていなかった。また、山頂の塹壕と地下壕を接続する通路も存在せず、地下壕はあくまで砲撃からの退避目的に限られていた。
このような単純な構造の壕においては、敵の接近に気付かずに出入口を制圧された場合、内部の人々は完全に戦闘能力を失い、壕全体が無力化される。反撃口や連絡通路を備えた壕であれば、別の場所からの反撃が可能であるが、渡辺山のような簡易壕ではそのような手段も封じられていた。
そのため米軍は、丘の上など壕の真上に位置する地点から、地下の壕の位置を推測し、垂直に穴を掘ってガソリンなどの可燃性液体を注入した。この戦法は、壕の出入口が制圧された段階で内部の抵抗を完全に封じることができ、兵士だけでなく壕内に避難していた非武装の民間人にも壊滅的な被害を与えた
複数の陣地が相互に火線を交差させて防御している場合には、こうした攻撃は妨害を受ける可能性があったが、孤立した壕では反撃の手段が一切ないため、米軍は人的損害をほとんど出すことなく制圧を行うことができた。
なお、同様の戦術には爆薬の使用もあったが、ガソリンなどの液体燃料は注入が容易であり、壕内の空気を燃焼させて酸欠状態にする効果があるため、窒息死による被害も多発したとされる。

## 人道的・倫理的問題
馬乗り攻撃は、軍事的には効果的な壕制圧手段であったが、その実行にあたっては民間人と軍人の区別が困難な状況下での使用が非常に多く、人道的・倫理的な問題を引き起こした。
沖縄戦では、壕の中には女性、子ども、高齢者を含む多数の非戦闘員がいた。そのため、馬乗り攻撃によって壕全体を焼き払う、あるいは酸欠状態に陥らせる戦法は、結果として民間人の無差別殺傷を引き起こすこととなった。
このような状況に対し、戦後の証言記録や研究では、「壕にいた誰が兵士で誰が住民かは判断されず、一括して焼却された」「壕ごと封じ込めて“生きたまま火葬”された」などと地上戦経験者によって証言されている。
また、火炎放射器や可燃物による戦法については、戦後の国際人道法（特にジュネーヴ諸条約追加議定書）において「無差別攻撃」「過剰な苦痛を与える兵器の使用」に該当する可能性があるとされ、規制対象とされている。
米軍では1978年以降、火炎放射器の使用を中止した。